# Leptanthura elegans
Leptanthura elegans är en kräftdjursart som beskrevs av Yakov Avadievich Birstein 1963. Leptanthura elegans ingår i släktet Leptanthura och familjen Leptanthuridae. Inga underarter finns listade i Catalogue of Life.